# فلانستير

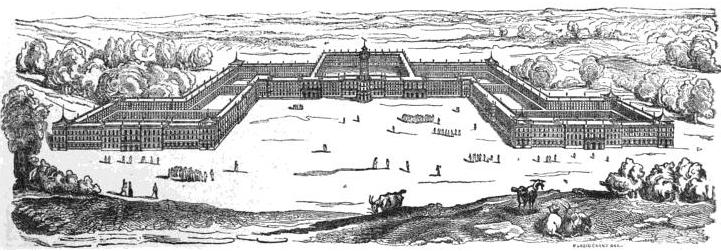

الفلانستير Phalanstere، وهو الاسم الذي اختاره شارل فورييه لمدينته الفاضلة، وهي عبارة عن فندق ضخم يتسع لألف وخمسة مائة شخص، يعيشون حياة متماثلة ومشتركة في مختلف جوانب الحياة. ويصف فورييه بتفصيل غريب هذه الجوانب المختلفة من للحياة. ويختلف الفلانستير عن عن الفندق العادي في أنه لا يقتصر فقط على الأغنياء بل يتسع لغيرهم (وقد عدد فورييه خمس طبقات تدفع أثماناً مختلفة للإقامة، ومنها طبقة إقامتها مجانية). كذلك يختلف الفلانستير عن الفندق في أنه لا يجمع النزلاء العابرين. وإنما يضم مجموعة الشركاء المتعاونين، ومن ثم يضمن قيام صلة وثيقة بينهم.
ولذلك نجد نوعاً من الاشتراك في المعيشة الجماعية، مما يضمن شكلاً من التآلف مع الأفراد الذين يعيشون تحت سقف واحد. وهنا نجد نفس فكرة البيئة كما عند روبرت أوين. فاهتمام فورييه البالغ بهذه المعيشة المشتركة إنما يرجع إلى تقديره ما للبيئة من أثر على سلوك الفرد.
ويذهب فورييه إلى أن هذه المعيشة المشتركة ستؤدي إلى تقليل النفقات بشكل واضح. ويقوم ببيان ذلك بحسابات وتفاصيل كثيرة. أما من الناحية الاجتماعية، فإن المعيشة المشتركة ستؤدي إلى خلق بيئة جديدة صالحة ومختلفة.